# Listă de filme franceze din 1920
Aceasta este o listă de filme franceze din 1920:
| Titlu                                 | Regizor                      | Actori                                                                         | Gen            | Note                                 |
| ------------------------------------- | ---------------------------- | ------------------------------------------------------------------------------ | -------------- | ------------------------------------ |
| L'ami des montagnes                   | Guy Du Fresnay               |                                                                                |                |                                      |
| Au-delà des lois humaines             | Gaston Roudès, Marcel Dumont | Rachel Devirys, Germaine Sablon, Georges Saillard, Maurice Schutz              | Drama          |                                      |
| Barrabas                              | Louis Feuillade              | Fernand Herrmann, Édouard Mathé, Gaston Michel, Georges Biscot, Blanche Montel | Crime thriller |                                      |
| La Belle dame sans merci              | directed Germaine Dulac      |                                                                                |                |                                      |
| The Call of the Blood                 | Louis Mercanton              | Ivor Novello, Phyllis Neilson-Terry                                            | Drama          |                                      |
| Le Carnaval des vérités               | Marcel L'Herbier             | Suzanne Desprès, Paul Capellani                                                | Drama          |                                      |
| Champi-Tortu                          | Jacques de Baroncelli        | Pierre Alcover, René Alexandre, Paul Duc, Henri Janvier                        | Drama          |                                      |
| Les chères images                     | André Hugon                  | Jean Angelo, Eugenie Nau                                                       |                | [ 1 ]                                |
| Le chevalier de Gaby                  | Charles Burguet              | Gaby Morlay                                                                    | Comedy         | [ 2 ]                                |
| Les cinq gentlemen maudits            | Luitz Morat, Pierre Régnier  |                                                                                |                |                                      |
| Colomba                               | Jean Hervé                   |                                                                                |                |                                      |
| De la coupe aux lèvres                | Guy Du Fresnay               | Marguerite Madys, Paul Capellani                                               | Romantic Drama |                                      |
| La dette                              | Gaston Roudès                |                                                                                |                |                                      |
| Les deux gamines                      | Louis Feuillade              | Rene Poyen, Gaston Michel                                                      | Comedy drama   | [ 3 ]                                |
| L'essor                               | Charles Burget               | Suzanne Grandais, Berthe Jalabert                                              | Romance        | [ 4 ]                                |
| Être aimé pour soi-même               | Robert Péguy                 | Paul Amiot, Henri Collen, Catherine Jordan, Jeanne Maguenat                    | Drama          |                                      |
| Face à l'Océan                        | René Leprince                | Adrienne Duriez, Madeleine Erickson, Louise Kermarech, Christiane Delval       |                |                                      |
| La Fête espagnole                     | directed by Germaine Dulac   | Eve Francis, Jean Toulout                                                      |                |                                      |
| Fille du peuple                       | Camille de Morlhon           | Suzanne Herval, Charles de Rochefort, Jean Peyrière                            |                |                                      |
| Flipotte                              | Jacques de Baroncelli        | Gabriel Signoret, Suzanne Bianchetti, Andrée Brabant, Jeanne Cheirel           |                | Based on a Henry Kistemaeckers novel |
| La folie du doute                     | René Leprince                | Yvonne Duprez, Jean Dax                                                        |                |                                      |
| Gosse de riche                        | Charles Burget               |                                                                                |                | [ 5 ]                                |
| Le grillon du foyer                   | Jean Manoussi                |                                                                                |                |                                      |
| L'Homme du large                      | Marcel L'Herbier             | Jaque Catelain, Roger Karl, Charles Boyer, Philippe Hériat                     |                | Honoré de Balzac story               |
| L'Homme qui vendit son âme au diable  | Pierre Caron                 | Charles Dullin, Jean-David Évremond, Yvonne Fursey, Gladys Rolland             |                |                                      |
| Irène                                 | Marcel Dumont                |                                                                                |                |                                      |
| Jacques Landauze                      | Andre Hugon                  | Marguerite de Barbieux, Jean Toulout                                           | Drama          |                                      |
| Malencontre                           |                              |                                                                                |                |                                      |
| Le Menage Moderne Du Madame Butterfly | Bernard Natan                |                                                                                | Pornographic   | First known bisexual film            |
| Miss Rovel                            | Jean Kemm                    |                                                                                |                |                                      |
| La montée vers l'Acropole             | René Le Somptier             | Andre Nox, France Dhelia                                                       | Drama          | [ 6 ]                                |
| Narayana                              | Léon Poirier                 | Laurence Myrga, Edmond Van Daele                                               |                | [ 7 ]                                |
| Nine ou la jeune fille au masque      | Robert Péguy                 | Paul Amiot, Renée Carl, Henri Collen, Gina Relly                               | Short comedy   |                                      |
| Le penseur                            | Léon Poirier                 | Andre Nox, Marguerite Madys                                                    |                | [ 8 ]                                |
| Le piège de l'amour                   | Alexandre Ryder              | Henri Baudin, Jane Dolys, Huguette Duflos                                      | Crime          | [ 9 ]                                |
| La rafale                             | Jacques de Baroncelli        |                                                                                |                |                                      |
| La Reincarnation de Serge Renaudier   | Julien Duvivier              | Andre Fiot, Andree Reynis                                                      | Drama          | [ 10 ]                               |
| Le Secret d'Alta Rocca                | André Liabel                 | Henri Bosc, Jacqueline Arly                                                    |                | [ 11 ]                               |
| Le Secret de Rosette Lambert          | Raymond Bernard              | Rose Lambert, Sylvia Grey                                                      |                |                                      |
| Le Secret du Lone Star                | Jacques de Baroncelli        | Fannie Ward, Gabriel Signoret                                                  |                |                                      |
| Tout se paie                          | Henry Houry                  |                                                                                |                |                                      |
| Tristan et Yseult                     | Maurice Mariaud              |                                                                                |                |                                      |
| Tue-la-Mort                           | René Navarre                 |                                                                                |                |                                      |
| La vengeance de Malet                 | Marc Gérard                  |                                                                                |                |                                      |
| Vers l' argent                        | René Plaissetty              |                                                                                |                |                                      |
| Visages voilés, âmes closes           | Henry Roussell               |                                                                                |                |                                      |
| William Baluchet, roi des détectives  | Gaston Leprieur              |                                                                                |                |                                      |
| Zon                                   | Robert Boudrioz              |                                                                                |                |                                      |